# Dekanat czarnkowski
Dekanat czarnkowski – jeden z 43 dekanatów archidiecezji poznańskiej, składa się z ośmiu parafii: 
- parafia św. Andrzeja Apostoła (Boruszyn),
- parafia Jezusa Chrystusa Najwyższego Kapłana (Czarnków),
- parafia św. Marii Magdaleny (Czarnków),
- parafia św. Andrzeja Boboli (Huta - Gębice - Gębiczyn),
- parafia św. Wojciecha (Kruszewo - Walkowice - Węglewo),
- parafia Narodzenia Najświętszej Maryi Panny (Lubasz),
- parafia św. Michała Archanioła (Połajewo - Radom),
- parafia św. Mikołaja (Ryczywół).

Dekanat sąsiaduje z dekanatami:
- wieleński,
- wroniecki,
- szamotulski,
- dekanaty archidiecezji gnieźnieńskiej,
- dekanaty diecezji koszalińsko-kołobrzeskiej.

Administracyjnie dekanat leży na terenie miasta Czarnków, gminy Połajewo, gminy Lubasz, wschodniej części gminy Czarnków, południowej części gminy Ujście oraz północno-zachodniej części gminy Ryczywół.

## Kościoły w dekanacie

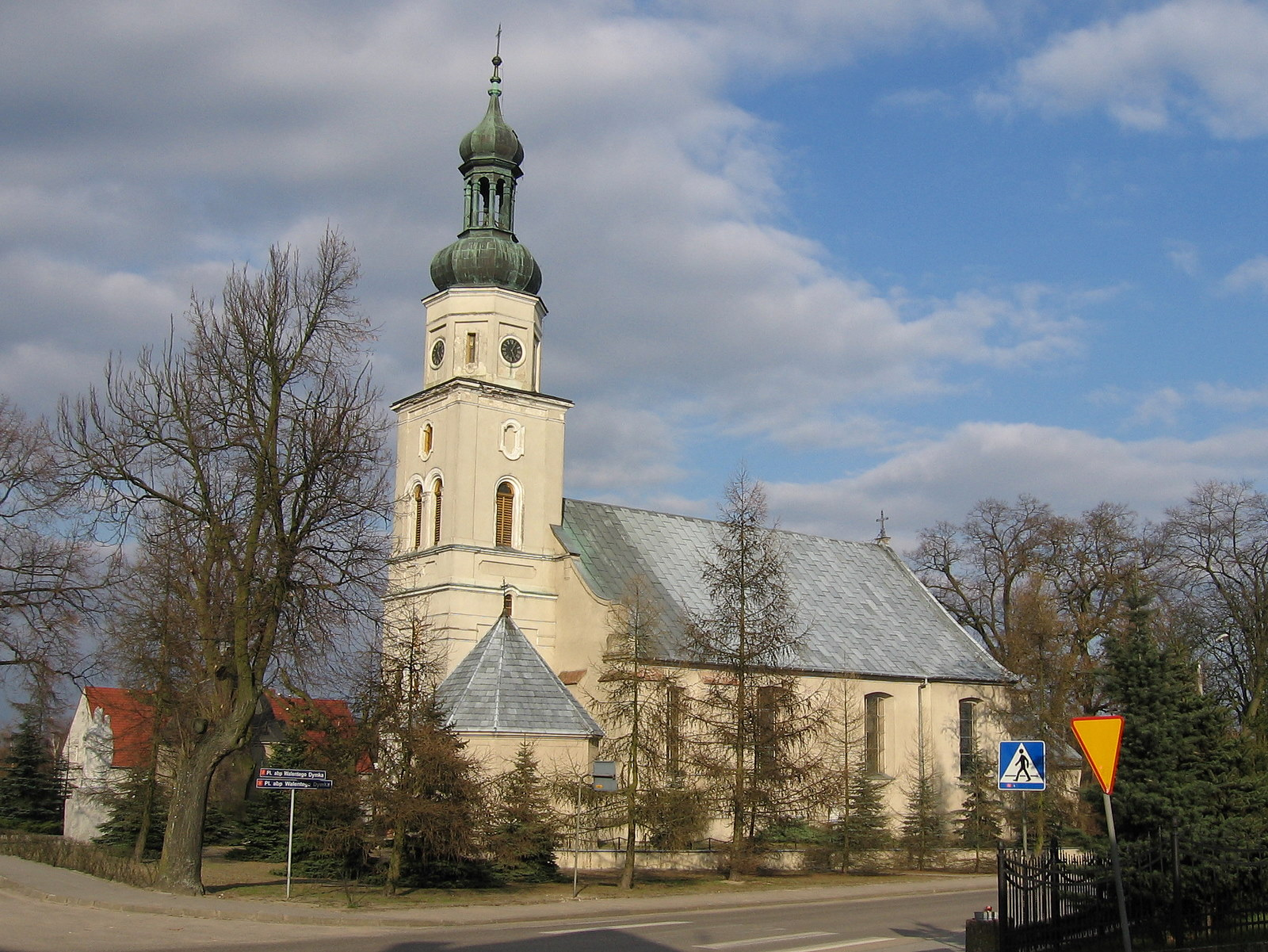
Kościół w Połajewie
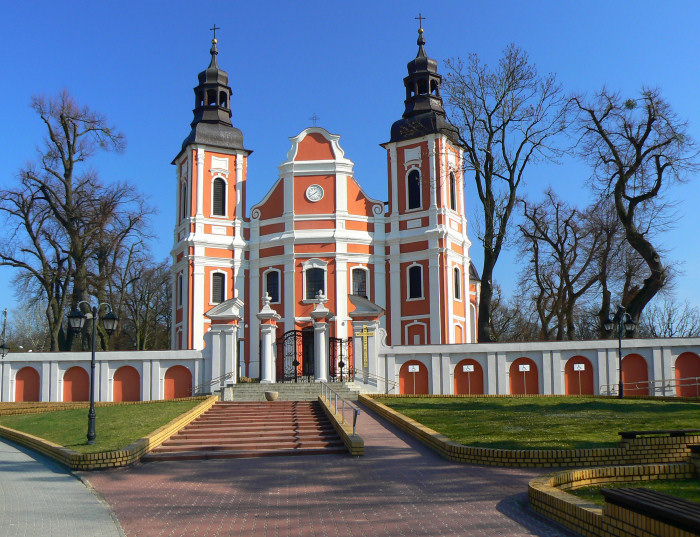
Sanktuarium w Lubaszu